# 盛政明
盛政明，浙江嘉兴人，上海交通大学教授，主要从事激光等离子体物理基础方面的研究工作。入选中华人民共和国教育部2007年度"长江学者"特聘教授，曾就读于合肥工业大学应用物理系。